# Długość skuteczna anteny
Długość skuteczna anteny, wysokość skuteczna anteny – stosunek siły elektromotorycznej wzbudzonej w antenie liniowej do natężenia pola elektrycznego w miejscu odbioru.
Długość skuteczną (w metrach) wyznacza się ze wzoru:
{\displaystyle l_{sk}={\frac {V}{E}},}
gdzie:
{\displaystyle V} – siła elektromotoryczna wzbudzona w antenie [V],
{\displaystyle E} – natężenie pola [V/m].
Długość (wysokość) skuteczna anteny jest wielkością umowną i nie ma w ogólnym przypadku bezpośredniego związku z długością (wysokością) fizyczną anteny.
W praktyce długość ta zależy od skutecznego zysku anteny i jej rezystancji wejściowej {\displaystyle (R_{w}){:}}
{\displaystyle l_{sk}={\frac {\lambda }{\pi }}{\sqrt {G{\frac {R_{w}}{R_{d}}}}},}
gdzie:
{\displaystyle G} – zysk anteny w danym kierunku przy uwzględnieniu wpływu otoczenia,
{\displaystyle \lambda } – długość fali [m],
{\displaystyle R_{d}} – rezystancja wejściowa dipola półfalowego, równa 73,1 Ω.
Dla dipola półfalowego przy {\displaystyle G} = 1 (0 dB) powyższy wzór upraszcza się do {\displaystyle l_{sk}={\frac {\lambda }{\pi }}.}
Przy tym samym natężeniu pola elektrycznego napięcie indukowane na zaciskach dipola półfalowego w zakresie fal ultrakrótkich będzie więc mniejsze niż dla dipola pracującego w zakresie fal krótkich. Powoduje to konieczność stosowania anten o większym zysku energetycznym dla anten pracujących na wyższych częstotliwościach.
W przypadku anteny ferrytowej długość skuteczną można obliczyć ze wzoru:
{\displaystyle l_{sk}={\frac {2\pi NA\mu _{w}}{\lambda }},}
gdzie:
{\displaystyle N} – liczba zwojów cewki,
{\displaystyle A} – powierzchnia przekroju cewki [m²],
{\displaystyle \mu _{w}} – zastępcza przenikalność magnetyczna rdzenia ferrytowego,
{\displaystyle \lambda } – długość fali [m].